# Volkswagen Brasil

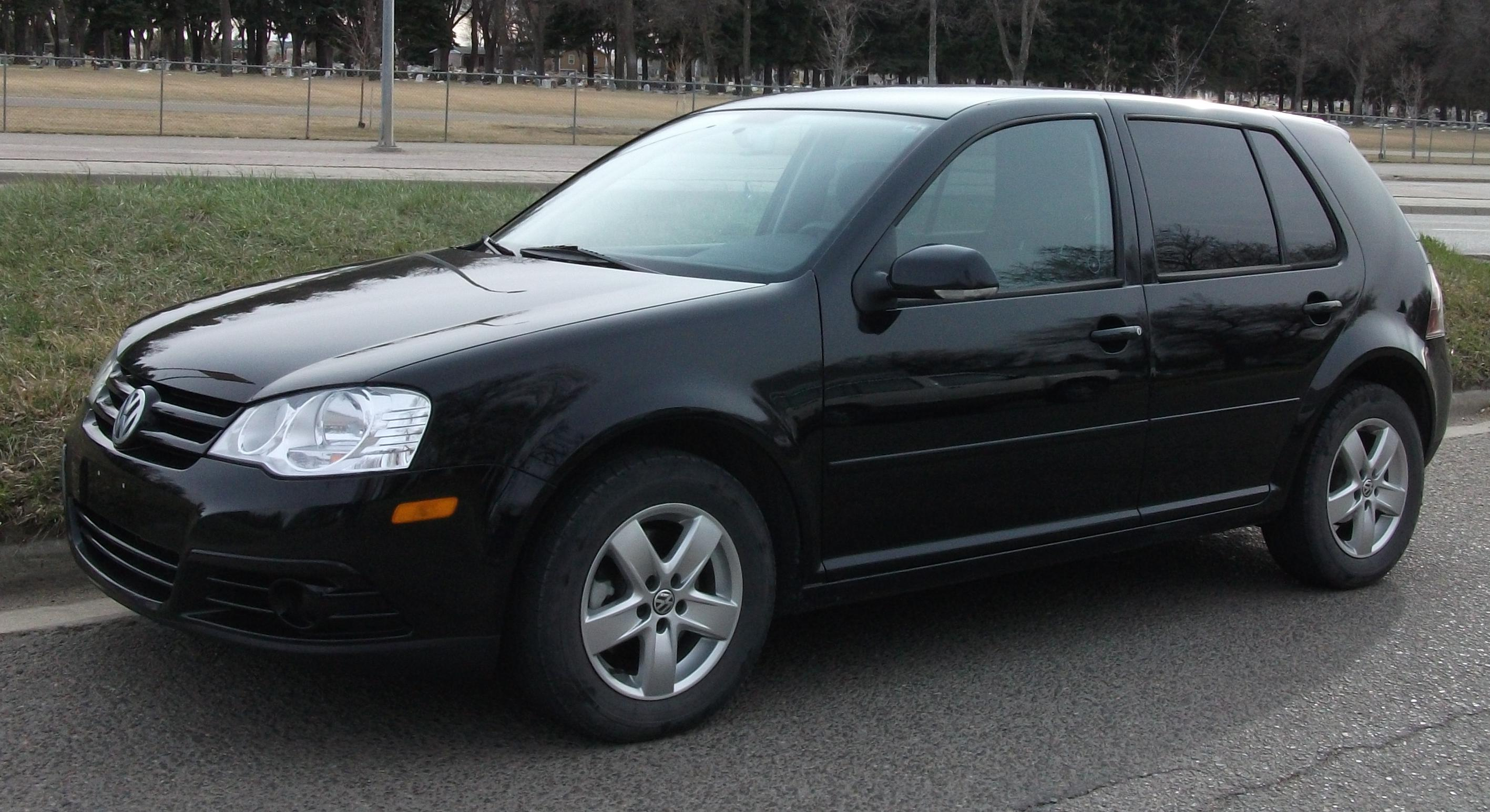
Quarta geração do Golf (modelo City Golf) destinado ao mercado canadense

A Volkswagen  Brasil é um das filiais do Grupo Volkswagen. 
Fundada em 1953, a filial no Brasil depois da China, é onde a montadora alemã tem maior presença fora de sua sede. Sua origem remonta a 1950 a partir da ideia de Heinz Nordhoff, então presidente da Volkswagen na Alemanha, de expandir seus mercados para novos países.
Durante a sua existência, a Volkswagen do Brasil tem desenvolvido modelos próprios e variantes adequadas para diversos mercados na América Latina e África, substituindo ou complementando modelos projetados para a Europa.
A empresa ocupa uma posição estratégica a nível mundial dentro da organização da Volkswagen tendo sido encarregada da produção do Fox para todos os mercados no mundo em que este modelo esteve presente. A empresa também produziu para o Canadá e para diversos mercados na América Central e do Sul a quarta geração do Golf, tendo produzido a sétima geração do Golf até 2020.
Atualmente, fabrica os modelos Polo, Virtus, Nivus, Saveiro e T-Cross.
A Volkswagen do Brasil possui três fábricas de automóveis, em São Bernardo do Campo (SP), São José dos Pinhais (PR) e Taubaté (SP) e uma de motores em São Carlos (SP).

## Presidentes
- Friedrich Schultz-Wenk foi o primeiro presidente da marca no país, e presidiu à Volkswagen de 1953 à 1969, foi responsável pela implantação da marca no país, desde o galpão alugado do bairro do Ipiranga, e os primeiros veículos montados com peças importadas, onde sua meta era alcançar uma produção diária de 150 veículos, até assistir à produção de 800 carros por dia, em 1969. Sob seu comando a Volkswagen fabricou 850 mil veículos.
- Rudolph Leiding foi presidente da VWB de 1969 a 1973, e responsável pelo aval na criação de diversos lançamentos como a Brasília em 1973, do SP1 e SP2 em 1972.
- Wolfgang Sauer foi presidente da VWB de 1973 a 1987, e responsável por trazer ao país diversos lançamentos como o Passat em junho de 1974, e responsável pelo aval na criação do Gol, entre outros.
- Noel Philips, 1986 a 1992.
- Pierre Alain de Smedt, 1992 a 1997.
- Herbert Humel Demel, 1997 a 2002.
- Paul Fleming, 43 anos, presidiu 14 meses (2002 a 2004). Na estrutura mundial da companhia, respondeu a Peter Hartz, diretor mundial de Recursos Humanos e responsável pela região que abrange África do Sul e América do Sul.
- Hans-Christian Maergner, 58 anos, foi diretor executivo da montadora na África do Sul, presidiu do início de 2004 a 2006 aposentando-se. Trabalhou na Volkswagen desde 1969, inicialmente na fábrica de Kassel e posteriormente na sede mundial em Wolfsburg. Em 1998, assumiu o cargo de Diretor Executivo da companhia na África do Sul em meio a prejuízos. Em 2000, já comemorava a volta dos resultados positivos e a posição de maior exportadora de veículos daquele país. Na sua gestão, a montadora dobrou a produção na fábrica local de Uitenhage.
- Thomas Schmall, 47 anos, foi presidente e estava no cargo desde 2006 a 2014, foi presidente do conselho de administração da VW Eslováquia, dirigiu a fábrica de São José dos Pinhais (Paraná) de 2000 a 2003.
- David Powells, de 2015 a setembro de 2017.
- Pablo Di Si, 2017–2022.
- Alexander Seitz, 2022–?